# Riitta Myller
Riitta Mailis Mirjami Myller, née le 12 juillet 1956 à Joensuu, est une femme politique finlandaise.
Membre du Parti social-démocrate de Finlande, elle siège à l'Eduskunta de 1987 à 1995 et de 2011 à 2019 ainsi qu'au Parlement européen de 1995 à 2009.